# 尼古拉斯·羅賓遜-貝克
尼古拉斯·羅賓遜-貝克（英語：Nicholas Robinson-Baker；1987年6月24日—）是一位英國跳水運動員。他出生在倫敦，代表英國參加了2008年和2012年夏季奧林匹克運動會，他也曾在2014年英聯邦運動會上獲得一枚銅牌。